# Melanto (filla de Deucalió)
Segons la mitologia grega, Melanto (en grec antic Μελανθώ), va ser una heroïna, filla de Deucalió i de Pirra.
Fou seduïda per Posidó, que se li acostà transformat en dofí, i d'aquesta unió va néixer Delfos, l'heroi epònim de la ciutat. Algunes tradicions l'anomenen Melantea, i no Melanto, i la fan àvia i no pas mare de Delfos. En aquest cas, s'hauria casat amb el déu-riu Cefís, o amb Híam, i hauria tingut una filla, Melena, o bé Melenis o Celeno, mare de Delfos.